# Мяделка (деревня)
Мяделка (бел. Мядзелка) — деревня в Воропаевском сельсовете Поставского района Витебской области Белоруссии.

## География
В 28 км от города Поставы и в 5 км от Воропаево.

## История
В 1861 году деревня принадлежала Тизенгаузу.
В 1873 году в деревне Мяделка насчитывалось 12 ревизских душ. Территориально деревня входила в состав Поставской волости Дисенского уезда Виленской губернии.
В 1909 году в деревне было 3 двора, 7 семей, 74 жителя.
В 1921 году деревня в составе Поставской гмины Дуниловичского повета Польской Республики.
В 1921 году 13 дворов и 79 жителей.
С 1926 года в составе Виленского воеводства.
B 1931 году 15 дворов и 105 жителей.
В сентябре 1939 года деревня присоединена к БССР силами Белорусского фронта РККА.
С 15 января 1940 года Мяделка в составе Воропаевского сельсовета Дуниловичского района Вилейской области БССР.
С 20 января 1960 года в Глубокском районе.
С 20 мая 1960 года — в Воропаевском поселковом Совете, 29 дворов и 103 жителя.
С 25 декабря 1962 года — в Поставском районе.
В 2001 году 31 двор и 66 жителей.